# Крапивна (большая, Монастырщинский район)
Крапивна — деревня в Монастырщинском районе Смоленской области России.
Входит в Соболевское сельское поселение.

## История
С 2005 до 2015 гг. входила в Слободское сельское поселение. Согласно Закону Смоленской области от 28 мая 2015 года все населённые пункты упразднённого Слободского сельского поселения были включены в Соболевское сельское поселение.

## География
Расположена в западной части области в 3 км к северу от Монастырщины, в 34 км западнее автодороги А141 Орёл — Витебск. Восточнее расположена деревня Слобода. Северо-восточнее примыкает деревня малая Крапивна. Крапивна большая и малая — фактически это один населённый пункт, состоящий из двух контуров.

## Инфраструктура
В деревне находится магазин, ФАП, дом культуры, Крапивнинский спиртовой завод.

## Транспорт
Деревня доступна автомобильным транспортом.